# Pseudobagrus taeniatus
Pseudobagrus taeniatus är en fiskart som först beskrevs av Günther, 1873.  Pseudobagrus taeniatus ingår i släktet Pseudobagrus, och familjen Bagridae. Inga underarter finns listade.